# AE Larissa FC
O AEL Larissa FC (em grego Αθλητική Ενωση Λάρισας 1964 - Athlitiki Enosi Larisas 1964 - Atlético União de Larissa 1964) é um clube de futebol sediado em Lárissa, Grécia. Se encontra na elite do Futebol Grego. Suas cores são o marrom e o branco.

## História

### Inicio
O clube foi fundado em 1964 pela fusão dos clubes: Aris Larissa, Iraklís Larissa, Larissaïkós e Toxítis Larissa. Sua primeira participação no Campeonato Grego foi na temporada de 1973-74, terminando em 9º lugar. Na temporada seguinte ficou em 18º e foi rebaixado, voltando apenas na de 1978-79, onde permaneceu por 18 anos.

### Anos dourados
A era de ouro do time foi nos anos 80, onde foi finalista da Copa da Grécia em 1981-82 e em 1983-84, perdendo em ambas para o Panathinaikos. Em 1983-84 o clube disputou pela primeira vez a Copa da UEFA, sendo eliminado na primeira fase para o Budapeste Honvéd, venceu por 2 a 0 em casa e perdeu de 3 a 0 fora.
Em 1984-85, como o Panathinaikos já estava classificado para a Liga dos Campeões da UEFA de 1984-85, a vaga na Taça dos Clubes Vencedores de Taças foi passada para o Larissa, vice-campeão da Copa da Grécia, onde conquistou seu melhor desempenho na competição, chegando às Quartas-de-Final, onde foi eliminado pelo Dínamo de Moscou, empatando em casa por 0 a 0 e perdendo por 1 a 0 fora.
Na mesma temporada, o clube conquistou, pela primeira vez, a Copa da Grécia, onde derrotou o PAOK Salônica por 4 a 1. Com essa conquista o clube foi novamente à Taça das Taças, mas não passou da primeira fase, sendo eliminado pelo Sampdoria após um empate em casa de 1 a 1 e uma derrota fora de 1 a 0.
Na temporada de 1987-88 teve sua maior conquista, o Campeonato Grego, o que levou pela primeira vez à Copa dos Campeões de 1988-89, onde foi eliminado nos penaltis por 3 a 0 pelo Neuchatel Xamax da Suíça, após ter ganho em casa e perdido fora por 2 a 1.

### Anos 2000
Na temporada de 1995-96 o clube foi novamente rebaixado ao ficar em 16º, voltando à elite apenas na de 2005-06. Nessa temporada, ficou em 8º, conquistando a vaga, pela primeira vez, na Copa Intertoto da UEFA de 2006-07, sendo eliminado na 3ª rodada pelo Kayserispor da Turquia com um empate em casa por 0 a 0 e uma derrota fora por 2 a 0. Nessa mesma temporada conquistou pela segunda vez a Copa da Grécia, ao vencer o Panathinaikos por 2 a 1.
Depois de passar por uma crise financeira que o derrubou para a segunda divisão, o clube voltou à primeira divisão em 2016-2017.

## Títulos
- Campeonato Grego (1): 1987-88
- Copa da Grécia (2): 1984-85 e 2006-07
- Segunda Divisão Grega: (1) 2024-25